# Пурлово (станция)
Пурлово — железнодорожная станция Павелецкого направления Московской железной дороги в городском округе Кашира Московской области. По основному характеру работы является промежуточной, по объёму работы отнесена к 4 классу. Входит в Рязанский центр организации работы железнодорожных станций ДЦС-2 Московской дирекции управления движением.
Станция названа по деревне Пурлово, расположенной в 1 км на северо-запад. Также можно выйти на юго-восток к деревне Веревское в 1 км, на северо-восток к деревне Лёдово в 1,5 км, на юг к деревням Коростылево, Козлянино в 1,5 км, на юго-запад к деревням Бурцево и Клубня в 2.5 км. Все населённые пункты относятся к сельскому поселению Домнинское.
К западу от станции над железной дорогой проходит местная автодорога по путепроводу. К югу вдоль железнодорожной линии в 500 метрах проходит автодорога P114 Кашира—Узловая.
Станция находится на участке Ожерелье — Михайлов, который впервые в СССР был электрифицирован на переменном токе (20 кВ) в 1955—1956 годах. Но в 1989 году участок Ожерелье — Узуново переведён с переменного тока на постоянный ток — это единственный случай в истории электрификации советских и российских железных дорог.

## Описание
Всего на станции 4 транзитных пути. На прямом участке находятся три из них: два главных № II, I и к северу от них путь №4. На некотором расстоянии от них на юг проходит путь №7. От него отходят два подъездных пути: на ОАО «Агропродукт» и на ОАО «АЗС Ремстрой».
На станции две высокие боковые пассажирские платформы для пригородных электропоездов. Северная платформа (на Москву) у пути №4, южная (на Узуново) у пути №I. Есть вокзальное здание и здание зала ожидания (бывшая билетная касса) с северной стороны.
Станция является транзитной для всех пригородных электропоездов. Движение от станции возможно:
- На северо-запад: на Ожерелье и далее на Москву-Павелецкую
- На юго-восток: на Узуново

Участок обслуживается пригородными электропоездами депо «Домодедово». Работают электропоезда маршрута:
- Москва-Пасс.-Павелецкая — Узуново (8 пар по будням, 11 пар по выходным)
  - Один из этих поездов по будням следует не из Москвы, а по маршруту Домодедово — Узуново